# Batalla del paso de Tirad
La Batalla de Paso Tirad (en inglés: Battle of Tirad Pass), a veces referido como las "Termópilas filipinas", fue una batalla en la Guerra filipino-estadounidense librada el 2 de diciembre de 1899, en el norte de Luzón en las Filipinas, en la que una retaguardia filipina de 60 hombres comandada por el general de brigada  Gregorio del Pilar sucumbió ante más de 500 estadounidenses, en su mayoría del 33º Regimiento de Infantería Voluntaria al mando del Mayor Peyton C. March, mientras retrasaba el avance estadounidense para asegurar que el presidente Emilio Aguinaldo y sus tropas escaparan.

## Trasfondo

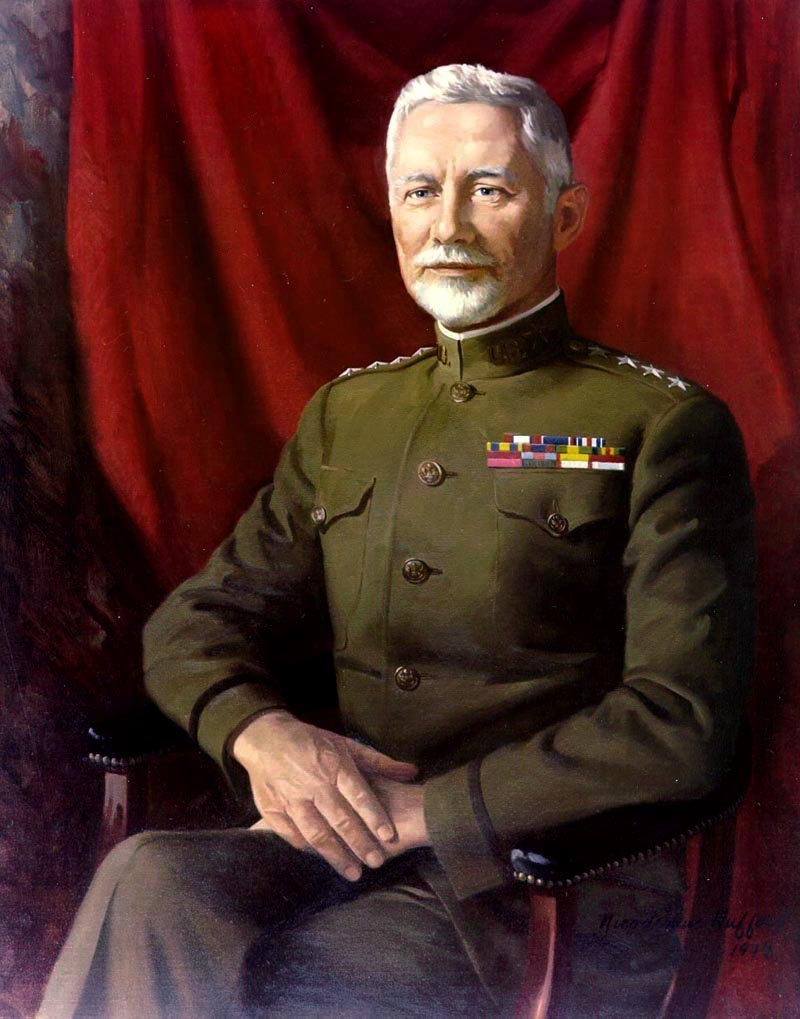
Peyton March, as painted by Nicodemus David Hufford III

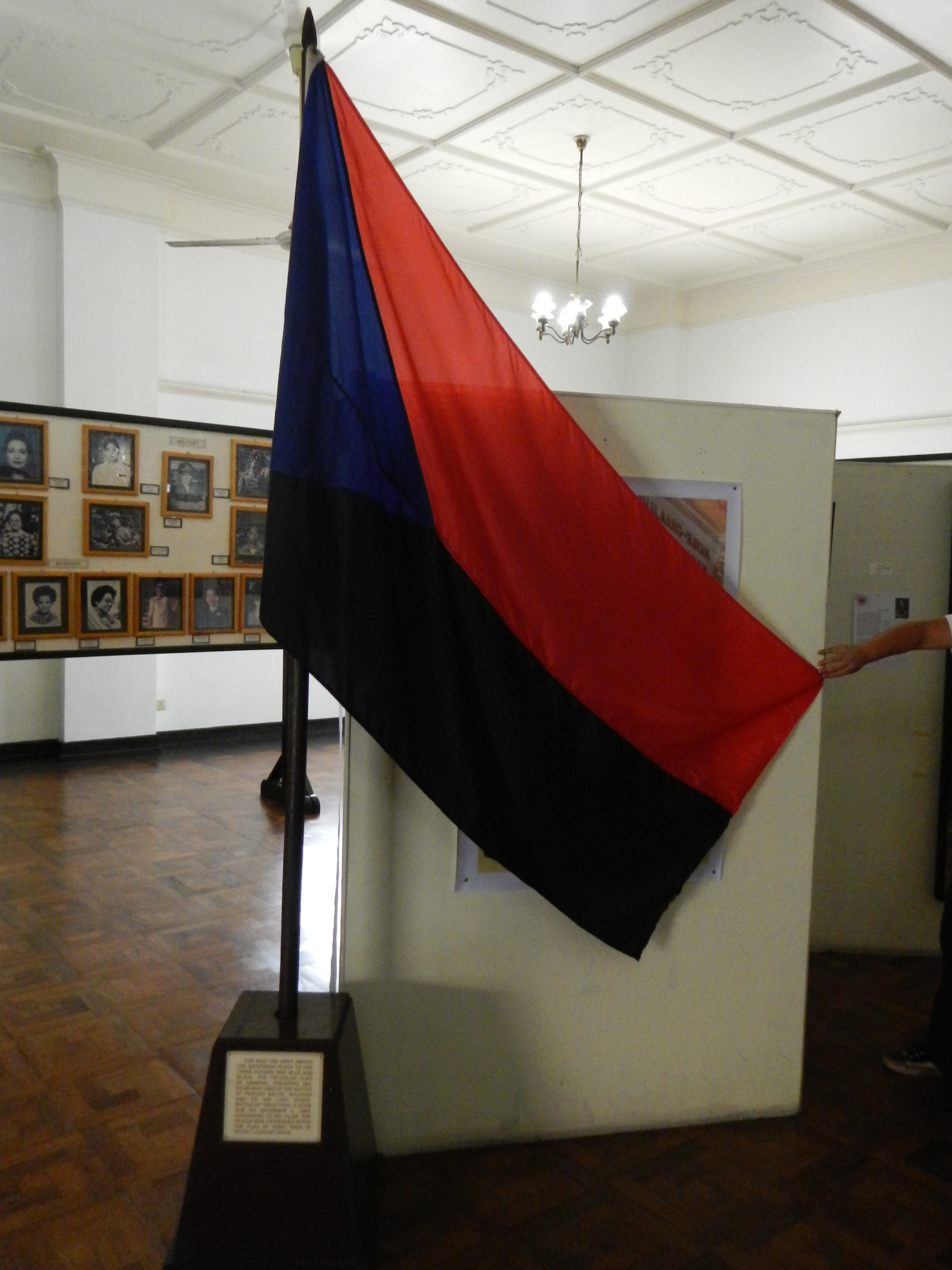
The tricolor flag of Gen. Gregorio del Pilar (in the Battle of Pasong Balite, Bulacan & Battle of Tirad Pass, Ilocos Sur, 2 de diciembre de 1899, patterned after the Flag of Cuba)

La retirada de Aguinaldo de Bayambang, a través del terreno montañoso, comenzó el 13 de noviembre de 1899, después de haber disuelto el ejército regular filipino en unidades guerrilleras. El 23 de noviembre, el partido de Aguinaldo llegó al paso, lo que supuso un cuello de botella estratégico. Debería ser protegido por una retaguardia al mando del general Gregorio del Pilar, quien notó el ventajoso terreno de Tirad Pass (Pasong Tirad como se llamaba localmente), y se agachó para defenderlo mientras Aguinaldo escapaba por las montañas. La fuerza cuidadosamente seleccionada de filipinos, que era el contingente restante del ejército del difunto Antonio Luna, construyó varios conjuntos de trincheras y barricadas de piedra en ambos hombros del paso, así como en la parte superior de su altura de 4,5 pies (1,4 m). Mientras tanto, a principios de noviembre, al Mayor March se le había encomendado la tarea de perseguir a Aguinaldo. El 30 de noviembre, March y sus hombres, apresurados por atrapar al presidente filipino, marcharon a través de Candon, Santo Tomás, La Unión y Salcedo, Ilocos Sur. Él y sus hombres descubrieron que Aguinaldo había pasado por Salcedo cinco días antes, y eso alimentó la marcha de los estadounidenses hacia Concepción (ahora llamada Gregorio del Pilar), un pueblo dominado por el desfiladero, al que llegaron el 1 de diciembre. March no tenía una idea clara del tamaño de la retaguardia de Aguinaldo, pero había calculado que no serían más de 150 hombres.

## Batalla
En la mañana del 2 de diciembre, los estadounidenses avanzaron por el sendero, pero se encontraron con una andanada de fuego constante, lo que les permitió ascender a solo unos 300 pies. Los estadounidenses abandonaron la idea de un asalto frontal y se pusieron a cubierto en el camino en zigzag. Los francotiradores texanos se colocaron en una colina con vistas a las trincheras, cortando la retaguardia filipina con voleas mesuradas. Sin embargo, los filipinos continuaron manteniendo su posición, utilizando fuego de volea enfocado que repelió otros avances de los estadounidenses. Por lo tanto, March envió elementos de su fuerza con un aldeano igorote llamado Januario Galut para determinar las posiciones filipinas y flanquear a los defensores. Mientras el movimiento de flanqueo aún estaba en progreso, tres soldados estadounidenses se apresuraron al campo de batalla pero se encontraron recibiendo fuego filipino. Dos murieron, siendo los únicos estadounidenses muertos en el encuentro, mientras que el tercero resultó gravemente herido.
Más de cinco horas después de que comenzara la batalla, los estadounidenses comenzaron a sentir el calor abrasador del sol del mediodía y decidieron descansar un rato entre las rocas. Más tarde ese día, el grupo de búsqueda había tenido éxito en su tarea, y los estadounidenses cayeron en la retaguardia de los defensores superados en número, derrotándolos. En el transcurso de la batalla, murieron 52 de los 60 filipinos. Entre los muertos estaba el general del Pilar, baleado en el cuello en el punto más alto o al final de la lucha (según el relato de un testigo ocular que se crea).

## Resultado
Los estadounidenses perdieron 2 muertos y 9 heridos, la mayoría de los cuales resultaron del asalto frontal repelido. Sin embargo, a pesar de la aniquilación casi total, los filipinos bajo el mando de Del Pilar mantuvieron a raya a los estadounidenses el tiempo suficiente para que Aguinaldo escapara. Al recibir la noticia del resultado de la batalla en las cercanías de Cervantes, Ilocos Sur, Aguinaldo y su grupo reanudó su retirada a las montañas de lo que entonces era la provincia de Bontoc, perseguido por March y sus hombres. March interrumpió la persecución el 7 de marzo. El 6 de septiembre de 1900 Aguinaldo llegó a Palanan, Isabela, donde continuaría liderando la campaña guerrillera que había iniciado el 13 de noviembre de 1899. Allí fue capturado el 23 de marzo de 1901 por hombres del General Frederick Funston.
Sin embargo, según el escritor e historiador filipino Nick Joaquin, el objetivo principal de los estadounidenses no era perseguir a Aguinaldo, sino evitar que se vincule con la Brigada de élite Tinio, que estaba bajo el mando de Manuel Tinio. En su libro crítico de ensayos "Una cuestión de héroes", señala que Tirad Pass fue un "ejercicio en la futilidad", ya que solo permitió que Aguinaldo "corriera a ninguna parte".
El diario de Del Pilar fue recuperado entre las posesiones saqueadas por los victoriosos estadounidenses, quienes lo habían despojado de sus condecoraciones militares, su uniforme y sus pertenencias personales, dejándolo, como el testigo presencial, el corresponsal Richard Henry Little escribió: "No tallamos ni una línea y no levantamos piedra, sino que lo dejamos solo con su gloria ". La redacción exacta de su conmovedora entrada final, escrita la noche del 1 de diciembre, difiere un poco entre las fuentes que la citan. Dos versiones son:

El general me ha dado a elegir entre todos los hombres que pueden salvarse y me ha ordenado que defienda el paso. Me doy cuenta de la terrible tarea que se me ha encomendado. Y, sin embargo, siento que este es el momento más glorioso de mi vida. Lo que hago, está hecho por mi amado país. Ningún sacrificio puede ser demasiado grande.

The General has given me a Platoon of available men and has ordered me to defend this Pass. I am aware what a difficult task has been given me. Nevertheless, I feel that this is the most glorious moment of my life. I am doing everything for my beloved country. There is no greater sacrifice.

El cadáver de Del Pilar estuvo insepulto durante tres días. El oficial estadounidense Teniente Dennis Quinlan, con un grupo de Igorotes, posteriormente enterraron su cuerpo y dejaron una placa, "Gral. Gregorio del Pilar, Fallecido el 2 de diciembre de 1899, Comandante de la Retaguardia de Aguinaldo, Oficial y Caballero".

## Memorials

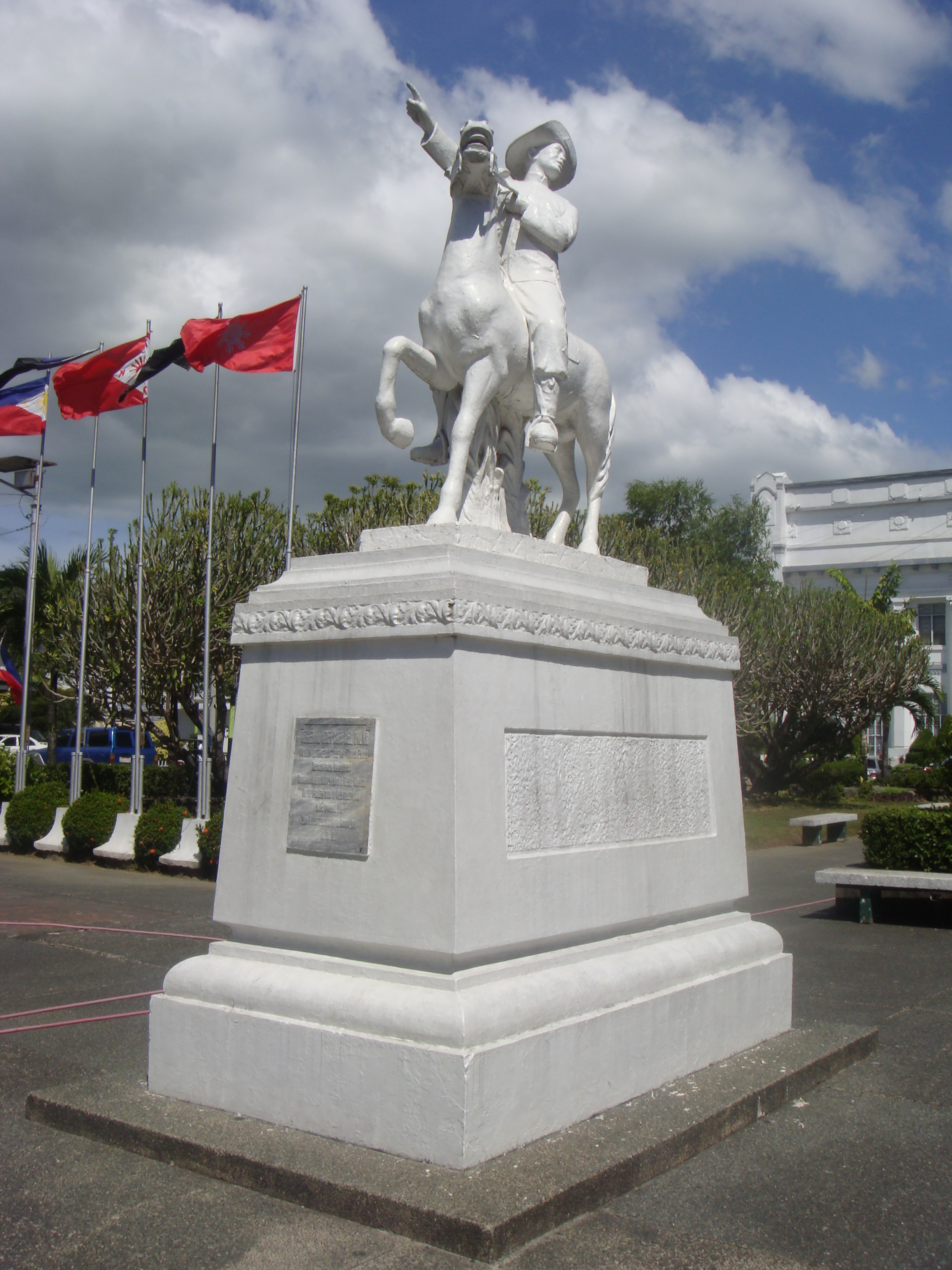
Gregorio del Pilar's statue (Bulacan Provincial Capitol plaza)

En honor al heroísmo de Del Pilar, la Philippine Military Academy fue nombrada Fuerte del Pilar y un marcador histórico colocado en el sitio de la batalla.
La Batalla de Tirad Pass y la muerte de Del Pilar también se conmemoraron durante la Segunda Guerra Mundial cuando el gobierno del presidente José P. Laurel respaldado por Japón trató de reavivar el sentimiento antiamericano reviviendo recuerdos de la guerra entre Filipinas y Estados Unidos con la creación de la Medalla Tirad Pass. El diseño del anverso de la medalla incluía un busto de Del Pilar y una vista del Paso Tirad. El diseño del reverso incluye la fecha de 1944. La Medalla de Tirad Pass fue la única medalla o condecoración militar emitida por el gobierno de Laurel durante la ocupación japonesa.
En 1955, la ciudad donde ocurrió la batalla pasó a llamarse Gregorio del Pilar, Ilocos Sur.